# Sprijin moral
Sprijinul moral este un mod de a oferi sprijin unei persoane sau unei cauze, ori unei părți dintr-un conflict, fără a aduce nicio contribuție dincolo de valoarea emoțională sau psihologică a încurajării.
De exemplu, într-un război între două țări sau alianțe, o a treia națiune poate oferi sprijin moral unei părți, fără a participa efectiv la conflict (de exemplu, Paraguay în al doilea război mondial).
Un alt exemplu comun poate fi găsit în sport. Ieșind să urmărească echipa prietenului la un meci, o persoana probabil că nu sprijină direct echipa într-un mod semnificativ, dar prietenul se poate simți totuși încurajat de susținerea morală oferită de prezenței acesteia.
Limita dintre sprijinul moral și alte forme de ajutor este deseori greu de trasat. De exemplu, unii sportivi declară că joacă mai bine atunci când spectatorii îi încurajează - iar în unele cazuri deciziile arbitrilor pot fi influențate de o mulțime partizană.
Există, de asemenea, acel tip de sprijin moral pe care îl putem oferi cuiva care se confruntă cu o situație dificilă. Este posibil să nu putem oferi asistență concretă, ci doar empatie.
Există mai mulți termeni cheie care fac trimitere la premisa sprijinului moral. Unul este termenul „moral”, care este definit ca acțiunea de participare la acțiuni considerate etice sau adecvate, făcând distincția între „corect” și „greșit” (Dicționarul APA). Toți oamenii sunt „motivați moral” și ghidați de un cod moral, care este definit prin valorile etice sau principiile pe care le folosesc pentru a-și ghida comportamentul (Dicționarul APA). Moralitatea și codul moral al unui individ sunt influențate de cultură (Haidt 2007). Se spune că moralitatea în sine este universală în rândul oamenilor (Haidt 2007).
„Sprijinul moral” este un termen utilizat în mod obișnuit în cultura populară. Nu există o definiție formală a termenului „sprijin moral” în literatura psihologică și nici nu există o modalitate formalizată sau operaționalizată de măsurare a acestuia. În timp ce în literatura de specialitate nu se examinează în mod explicit subiectul sprijinului moral ca tematică, o mare parte din literatură conține discuții despre subiecte strâns legate de sprijinul moral. Aceste subiecte, teme și definiții, deși nu sunt denumite ca atare, ar echivala cu o recunoaștere directă a existenței sprijinului moral.

## Baze teoretice
Principiile care o persoană le are ca adult vin ca un produs direct al dezvoltării sale morale. Literatura care înconjoară acest domeniu de studiu face referire ocazional la sprijinul moral în contextul în care părinții își ajută copiii să ia decizii importante (Turiel 1983  ). Încă de la o vârstă fragedă, oamenii sunt capabili să distingă intuitiv o situație încărcată moral dintr-una mai banală, așa cum se explică prin Teoria domeniului social (Turiel 1983  ). Aceste situații morale „unice” pot necesita un alt tip de abordare sau chiar asistență pentru a fi rezolvate; aici intervine necesitatea sprijinului moral.
Oamenii sunt extrem de sociali. Culturile noastre cer conformitatea ( Asch 1951 ) cu anumite norme sociale, cum ar fi respectarea codurilor morale și a responsabilităților. Atunci când trebuie sa aleagă între deciziile „greșite” sau „corecte”, o persoană poate avea nevoie de sprijin emoțional sau de aprobarea cuiva sub formă de sprijin moral.
Sprijinul moral poate veni sub formă de influență prin norme și modele (Aquino și Freeman  ). Mediul înconjurător al unei persoane poate influența măsura în care deciziile pe care le ia sunt „morale”. Acest lucru depinde de identitatea morală a persoanei și dacă aceasta consideră că a fi o persoană morală este sau nu o parte importantă a identității sale. Într-un mediu în care exprimarea identităților morale, a conceptelor și a preocupărilor este comună și evidentă, oamenii care apreciază moralitatea în cadrul identității experimentează întărirea propriei identități morale. Indivizii care ar acorda de obicei o importanță scăzută eticii lor, pot experimenta o „identitate morală temporară” care va influența modul în care iau o decizie. Cei cu identități morale întărite au obținut sprijin moral din acest mediu, motiv pentru care experimentează această consolidare a identității. Cei cu identități morale de importanță scăzută experimentează această identitate morală temporară, deoarece mediul lor le oferă sprijin moral și acuratețe atunci când iau o decizie încărcată moral, ducând la un comportament mai etic.
Mai mult, Procesarea informațiilor sociale (Crick și Dodge, 1994  ) împreună cu Organizația Decizională Morală (Garrigan, Adlam, Langdon 2018  ) arată cum, într-o situație încărcată moral, se ia o decizie proximală printr-un set de indicii internalizate, înainte ca o atitudine să fie adoptată. Cadrul arată modul în care acești indicii interni iau în considerare factorii sociali, în special interacțiunea de la egal la egal, părinții și cultura. Aceasta susține ideea că ne uităm, subconștient, la alții pentru susținere atunci când luăm decizii încărcate moral.
Vezi și Psihologia morală și comportamentul moral

## Aplicații ale sprijinului moral

### În deciziile de cumpărare
Rolul sprijinului moral a fost, de asemenea, identificat ca un element cheie în comportamentul consumatorului (Lowe și Haws 2014  ). Această cercetare corelează în mod explicit autocontrolul cu comportamentul moral. Studiul examinează deciziile de cumpărare identice luate de două persoane diferite. Se folosește un exemplu de cumpărare a unor alimente pentru consum. Dacă ambii oameni au decis să cumpere mâncarea, aceasta este cunoscută sub numele de „co-îngăduință”; dacă ambele persoane decid să se abțină de la efectuarea achiziției, aceasta este cunoscută sub numele de „co-abstinență”. Într-o a treia situație, o persoană decide să cumpere mâncarea, în timp ce cealaltă nu.
Vinovăția este un element important care stă la baza acestui studiu. Deciziile de achiziționare sunt descrise ca fiind decizii de „autocontrol”. Dacă decizia de a cumpăra mâncarea împiedică progresul unui obiectiv, de exemplu, menținerea unei diete sănătoase, iar persoana alege să facă achiziția indiferent de acest lucru, atunci sentimentul de vinovăție va deteriora experiența generală și plăcerea achiziției. În cazul celui de-al treilea exemplu, când o parte s-a complăcut și cealaltă s-a abținut, persoana care a făcut achiziția a manifestat mai multe sentimente de vinovăție și s-a bucurat de achiziție cel mai puțin din toate scenariile. Dacă ambele părți au luat decizia „greșită” împreună în achiziționarea articolului, a fost afișată mult mai puțină vinovăție.
Consumatorii folosesc adesea strategii de gestionare a vinovăției pentru a manifesta un comportament contradictoriu (Gregory-Smtih, Smith, Winklhofer 2013  ). Complacerea colectiva reduce vinovăția, iar acest lucru se manifestă ca suport moral. Vinovăția se simte atunci când persoana simte că și-a încălcat în mod semnificativ principiile, făcând alegerea "greșită" si cumpărând un anume produs. Cu toate acestea, dacă ambele persoane fac achiziția convingătoare, sentimentele de vinovăție sunt mult mai mici și bucuria este consolidată deoarece există un sentiment de solidaritate în această alegere „greșită”. În mod similar, dacă ambii consumatori au ales să se abțină și să facă ceea ce este „corect”, acest sprijin moral unul față de celălalt a fost văzut pentru a lega cele două părți. Vezi Aprobarea socială.
Studiul lui Lowe și Haws demonstrează că sprijinul moral este un fenomen extrem de social și emoțional.

### În terapie
Un studiu realizat de Pfund și colab.  (2020) a constatat că trimiterea unei scrisori motivaționale pacienților care au nevoie de tratament psihologic pentru dependența de jocuri de noroc a crescut rata participării la prima sesiune de terapie. Grupul țintă a primit un apel telefonic de reamintire numai înainte de prima sesiune, dar nu a primit nicio scrisoare motivațională. Grupul experimental a primit apelul telefonic și scrisoarea; prezența acestui grup a fost cu 25% mai mare. (Grupul țintă a avut prezența de 51%, în timp ce grupul care a primit scrisori motivaționale a avut o prezență de 76%). Scrisoarea motivațională, care a evidențiat rezultatele așteptate ale terapiei pentru participant, este o formă de sprijin moral de succes, deoarece oferă sprijin emoțional și îl determină pe individ să facă ceea ce este „corect” și să continue tratamentul.